# Manuel Guardia i Roldán
Manuel Guardia i Roldán   (Barcelona, 1866 - San Andrés y Sauces, 1931) fou un compositor i músic espanyol.

## Vida
Va estudiar des de molt jove piano, guitarra, flauta i trompeta. Només amb 17 anys va aconseguir un contracte com a baríton per la seva bona veu a la Compañía de Zarzuela Guzmán y Bracamonte, amb la que va recórrer Espanya i algunes ciutats americanes. L'any 1898 va actuar al petit Teatro de Santa Cruz de la Palma i va decidir que s'hi establiria definitivament.

## Carrera musical
A Santa Cruz de Tenerife va desenvolupar una intensa activitat teatral, tant lírica com dramàtica, reclutant elements del ja desaparegut grup La Dramática per fundar l'Orfeó Palmense, que, tot i no tindre un llarg recorregut, va ser fructífer. Amb aquest va estrenar la majoria de les seves composicions, on ell era el protagonista i es va comprometre cada vegada més amb la realitat social del seu entorn.
A San Andrés y Sauces va realitzar funcions de mestre de cultura general i música, va organitzar la banda municipal, també fundar la Sociedad El Progreso i, fins i tot, va arribar ostentar el càrrec d'alcalde. Algunes de les composicions musicals d'autoria seva encara es recorden i es canten estan vinculades a festivitats populars, realçades amb himnes, lloes i cançons.

## Obres
Música escènica:
Comèdia Lírica
- Exposición palmense, 1899
- La Palma a vista de pájaro, 1899
- Las elecciones, 1899
- Los imprudentes, 1899

Sarsueles
- Las lenguas, 1899
- El miedo a la guarda viña
- Los hechizos de Gaetano

Música vocal
- Gloria al Mesías, 1915
- Himno a la Virgen de Montserrat